# Глобальная катастрофа
Глобальная катастрофа — событие, которое полностью уничтожает возникшую на Земле разумную жизнь или необратимо ограничивает её потенциал.
В принципе, «глобальными катастрофами» могут называться как очень крупные, но не смертельные для человечества катастрофы (вроде гриппа «испанка» и COVID-19), так и те, что ведут к вымиранию человечества; последние философ Ник Бостром (швед. Nick Bostrom) обозначает англоязычными терминами «existential event» или «existential risk»). В данной статье под глобальными катастрофами имеются в виду именно окончательные катастрофы, ведущие к вымиранию человечества. Очевидно, что такие явления ещё ни разу не случались на протяжении истории Земли, иначе бы мы не могли их обсуждать. Колоссальные, но не окончательные катастрофы рассмотрены в статьях «Глобальные проблемы современности» и «Теории гибели западной цивилизации».
Глобальные катастрофы могут иметь природные или рукотворные причины, а также их сочетание.
С момента взрыва первой атомной бомбы всё больше стала возрастать вероятность рукотворной глобальной катастрофы. Сам взрыв атомной бомбы, по субъективной предварительной оценке Бора, мог вызвать детонацию атмосферы с вероятностью в три миллионных. По мере усиления технологий количество возможных причин рукотворной глобальной катастрофы возрастает — см. Техногенная катастрофа.

## Возможные глобальные катастрофы
Бостром и другие выделяют следующие возможные глобальные катастрофы:
1. Космологические глобальные катастрофы:
  1. Распад метастабильного вакуума;
  2. Близкий гамма-всплеск;
  3. Извержение супервулкана;
  4. Падение астероида (импактное событие);
  5. Сверхвспышка на Солнце;
  6. Сильное ослабление/исчезновение магнитного поля Земли
  7. Очередная смена магнитных полюсов
  8. Глобальное похолодание вплоть до замерзания планеты;
  9. Разрушение озонового слоя.
  10. Космическая атака со стороны возможных внеземных цивилизаций.
  11. Разрушение планеты чёрной дырой, либо искусственной (генератор чёрных дыр, страпельки), либо настоящей.
  12. Излучение сверхновых звёзд, находящихся вблизи к Солнечной системе, или далеко от неё.
2. Рукотворные глобальные катастрофы:
  1. Глобальное потепление вплоть до подобного венерианскому парникового эффекта или прочие катастрофические климатические изменения, вследствие интенсивного сведения лесов и загрязнения природы (См. например предупреждения Джеймса Лавлока);
  2. Недружественный (или сбойный в результате ошибки) искусственный интеллект;
  3. Биологическая катастрофа, связанная с генетическим конструированием, биотерроризм;
  4. Неограниченное размножение нанороботов (см. «Серая слизь»);
  5. Вооружённый конфликт планетарного масштаба. Её разновидностью также является ядерная война, приводящая к ядерной зиме и глобальному радиоактивному заражению;
  6. Неудачный физический эксперимент (см. Большой адронный коллайдер, супер-коллайдер), или теракт на одной из них;
  7. Преднамеренное уничтожение озонового слоя Земли;
  8. Преднамеренное отклонение крупных астероидов на Землю;
  9. Системный кризис, связанный со взаимным усилением этих процессов.

## Предотвращение возможных последствий
Помимо вероятного предотвращения причин глобальных катастроф, при наличии таких возможностей, существует также и способ сохранить человечество и саму земную жизнь. В этом сможет помочь Колонизация Солнечной системы, тем самым получается как бы создание резервной копии человечества в космическом пространстве, которая увеличивает вероятность, что человечество сохранится на случай планетарной катастрофы земного масштаба.